# El triángulo diabólico de las Bermudas
El triángulo diabólico de las Bermudas es una película mexicana de horror de 1978, dirigida por René Cardona Jr. y protagonizada por John Huston y música de Stelvio Cipriani.

## Argumento
Un barco con la familia Marvin y su tripulación se dirige al Triángulo de las Bermudas para explorar las ruinas de una ciudad sumergida. La tripulación comenzará a experimentar extraños sucesos y a morir uno tras otro tras aparecer una muñeca flotando en el agua, que recoge la hija pequeña de los Marvin.

## Reparto
- John Huston ...  Edward
- Andrés García ...  Alan
- Hugo Stiglitz ...  Capt. Mark Briggs
- Gloria Guida ...  Michelle
- Marina Vlady ... Kim
- Claudine Auger ... Sybil
- Nailea Norvind ... Muñeca diabólica
- Carlos East ... Peter[2]